# Gouvernement d'Azov
Le gouvernement d’Azov (en russe : Азо́вская губе́рния) est une entité du tsarat de Russie et de l’Empire russe ayant existé à deux reprises au cours du XVIIIe siècle.

## Premier gouvernement d’Azov
1708–1725
Entités suivantes :
- Gouvernement de Voronej

Le gouvernement d’Azov est l’un des huit premiers gouvernements créés par Pierre Ier le Grand en 1708. Sa capitale était officiellement Azov, la fonction était toutefois remplie jusqu’en 1715 par Tambov, puis par Voronej.
Comme pour les autres gouvernements de 1708 les frontières du gouvernement d’Azov ne sont pas clairement définies, son territoire est implicitement dérivé des villes (au nombre de 78) en faisant partie et de leurs environs. Les gouvernements limitrophes sont, à l’est, le gouvernement de Kazan, au nord celui de Moscou et à l’est celui de Kiev.
En 1711, le traité du Prout entraîne la restitution de la forteresse d’Azov à l’Empire ottoman, le gouvernement conserve toutefois son nom. En 1715 l’administration du gouvernement est transférée de Tambov à Voronej. En 1719 le gouvernement est réorganisé en cinq provinces (Bakhmout, Voronej, Ielets, Tambov et Chatsk).
En 1725 le gouvernement d’Azov est renommé en gouvernement de Voronej.

## Second gouvernement d’Azov
1775–1783
Entités précédentes :
- Gouvernement de Nouvelle Russie
- Armée du Don

Entités suivantes :
- Namestnitchestvo de Iekaterinoslav

En 1775, la province de Bakhmout du gouvernement de Nouvelle-Russie et des territoires cédés à la Russie par le traité de Küçük Kaynarca sont réorganisés pour former un nouveau gouvernement d’Azov, incluant également les terres des cosaques du Don. La capitale du gouvernement est Iekaterinoslav, fondée en 1766.
Le gouvernement était structuré en deux provinces : Azov et Bakhmout (formées d’un total de neuf ouiezds). Son territoire correspond à la partie méridionale du premier gouvernement d’Azov.
En 1783, le gouvernement d’Azov est regroupé avec le gouvernement de Nouvelle Russie pour former la province (namestnitchestvo) de Iekaterinoslav.